# ناوشکن کلاس سالمون
دیسترویر کلاس سالمون (به انگلیسی: Salmon-class destroyer) یک کلاس از کشتی است که طول آن ۲۰۰ فوت (۶۱ متر) می‌باشد.